# مايكل ريني جونيور
مايكل ريني جونيور (بالإنجليزية: Michael Rainey Jr.)‏، المولود في 22 سبتمبر 2000 في لويفيل، كنتاكي، هو ممثل أمريكي.
اشتهر بدور طارق القديس باتريك في باور (2014–2020) و باور القوة الثاني: الشبح (2020–الآن). كما قام ببطولة دور مايكل بورست في البرتقالي هو الأسود الجديد (2010–2015) و الكوافير: القصة التالية (2016).

## الحياة والتعليم
وُلد ريني جونيور في لويفيل، كنتاكي، وهو ابن مايكل ريني الأب وشونا سمول. من خلال والدته، هو من أصل جامايكا. والده من نيويورك، حيث نشأ ريني جونيور في جزيرة ستاتن، نيويورك من سن 1. يدعم ريني جونيور "البحث والتغذية"، وهي منظمة مقرها إنديانا تهتم بالمشردين.

## حياة مهنية
بدأ ريني جونيور مسيرته المهنية في سن العاشرة عندما ظهر في عالم اخر، وتبعها بظهور في مجموعة متنوعة من الأفلام والعروض مثل البرتقالي هو الأسود الجديد (2010–2015)، الكوافير: القصة التالية (2016)، هواة (2018)، 211 (2018) و باور (2014–2020).
يلعب ريني جونيور حاليًا دور طارق سانت باتريك في امتياز باور الموسع، الكتاب الثاني، والذي يؤدي فيه دور الشخصية الرئيسية.

## وصلات خارجية
- مايكل ريني جونيور على موقع IMDb (الإنجليزية)
- مايكل ريني جونيور على موقع قاعدة بيانات الفيلم (الإنجليزية)